# Титан (экипировка)
Титан (пол. Projekt Tytan) — проект модульной польской экипировки солдата будущего для вооружённых сил Польши.

## История
Проект был начат в 2006 году, исполнителями являлись польский концерн "BUMAR" и французская компания «SAGEM D.S.».
В 2007-2008 гг. прошли секретные испытания первых четырёх образцов.
В 2008 году комплект был впервые представлен публике на выставке "Future Soldier-2008" в Праге.
В дальнейшем, сотрудничество с французской компанией SAGEM было прекращено, но к участию в проекте были привлечены другие польские предприятия и компании. В ноябре 2011 года был представлен согласованный проект тактико-технических характеристик комплекта "Титан" с технико-экономическим обоснованием.
Завершение работ по проекту было запланировано в 2016 году. В соответствии с планом, первые 50 комплектов "Титан" должны были поступить в войска в начале 2016 года, а к 2018 году в вооружённых силах должно было быть 12 тыс. комплектов "Титан".
В июне 2014 года министерство национальной обороны Польши подписало контракт на поставку 14 тыс. комплектов экипировки до 2022 года.

## Компоновка
Проект предполагает:

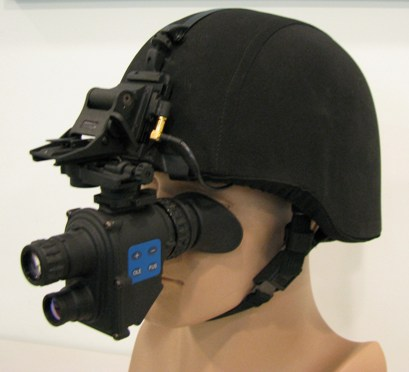
монокуляр MTN-1 (один из элементов комплекта "Титан")

- модернизация личного снаряжения адаптированной к самым последним стандартам;
- создание военной формы нового поколения;
- создание современного тактического оборудования;
- работы по созданию нового камуфляжа;
- создание польского аналога Land Warrior: компьютеров управления, приборов наблюдения, радиосвязи.

Базовая подсистема носит имя Ułan 21.
Включает в себя бронежилет "Velociraptor", разгрузочный жилет, противогаз MP-6 производства PSO "Makspol", защитный шлем НВКО-1 с креплениями для навесного оборудования, очки ночного видения MU-3, монокуляр MTN-1, нашлемную видеокамеру производства промышленного центра оптики PSO "Makspol", 5,56-мм автомат с тепловизионным прицелом CTS-2, средства связи (в том числе, индивидуальный коммуникатор - малогабаритная УКВ-радиостанция производства компании "Radmor" и планшет с программным обеспечением разработки польской компании "W.B. Electronics S.A"), эргономичную одежду, средства обеспечения долгосрочной деятельности бойца, защиты от загрязнения, шума, лазерного излучения. Общей массой в пределах 20—23 кг.
Оружейная подсистема носит наименование Modułowy System Broni Strzeleckiej (модульная система стрелкового оружия), её разрабатывали Радомский оружейный завод и Военно-техническая академия имени Ярослава Домбровского. Она включает 5,56-мм автомат Radon, булл-пап автомат, 7,62-мм полуавтоматическая снайперская винтовка OBRSM, ручной пулемёт, укороченный автомат и также 40-мм подствольный гранатомёт RGP-40.